# Dankana-Ipala
Pour les articles homonymes, voir Dankana (homonymie).
Dankana-Ipala est une localité située dans le département de Legmoin de la province du Noumbiel dans la région Sud-Ouest au Burkina Faso.

## Santé et éducation
Le centre de soins le plus proche de Dankana-Ipala est le centre de santé et de promotion sociale (CSPS) de Dankana tandis que le centre médical avec antenne chirurgicale (CMA) de la province se trouve à Batié.